# Ламбрекен
Ламбреке́н (фр. lambrequin, от lambeau — лоскут, обрезок) — элемент орнамента в виде фигурного фестона, выступа с закруглением в нижней части. Ряд ламбрекенов образует зубчатый край. Такой орнамент произошёл от средневекового обычая оформления края ткани, завесы фигурными выступами, иногда — с кистями, подвесками. Ламбрекены использовали при оформлении палаток рыцарских турниров, попон боевых коней. Отсюда использование этого термина в геральдике. Затем такой мотив стали повторять в резьбе по дереву, чеканке по металлу. В терминологии английских чеканщиков по серебру: cut card work («вырезание карт, шаблонов»). Ламбрекены особенно характерны для искусства периодов французского Регентства и рококо.
Ламбрекены из резного дерева или просечного железа используют в архитектуре, в частности, в народном зодчестве в качестве «подзоров» (по краю навесной кровли). В современном интерьере ламбрекенами называют горизонтальные шторные драпировки, расположенные в верхней части проёма окна или двери в ширину карниза. Их выполняют из плотной ткани, посаженной на бандо. Такие ламбрекены дополняют элементами в виде кистей, воланов, ритмически расположенных вырезов в виде зубцов. Как правило, ламбрекены размещают поверх штор и крепят либо к шторам, либо к карнизу. Высота классического ламбрекена составляет 1/5 или 1/7 длины самой шторы. Нередко ламбрекены размещают над кроватью в виде полога или над картиной, такой элемент называется балдахин.